# Ignaz Trollmann von Lovcenberg
Ignaz Freiherr Trollmann von Lovcenberg  (Steyr, 25. studenog 1860. – Graz, 23. veljače 1919.) je bio austrougarski general i vojni zapovjednik. Tijekom Prvog svjetskog rata zapovijedao je 18. pješačkom divizijom i XIX. korpusom na Balkanskom, Istočnom i Solunskom bojištu. 

## Vojna karijera
Ignaz Trollmann je rođen 25. studenog 1860. u Steyru. Nakon što je završio vojnu školu u Mährisch-Weisskirchenu, pohađa Vojnu akademiju u Bečkom Novom Mjestu. Nakon završetka iste, u kolovozu 1882. s činom poručnika služi u 14. pješačkoj pukovniji. Potom pohađa Vojnu akademiju u Beču, da bi po okončanju vojne akademije od 1887. služio kao stožerni časnik. U studenom 1890. promaknut je u čin satnika, te premješten na službu u stožer XIV. korpusa sa sjedištem u Innsbrucku. Od 1893. služi u Vojnom institutu za izradu mapa tijekom koje službe je u studenom 1896. unaprijeđen u bojnika. U jesen 1897. imenovan je načelnikom stožera 34. pješačke divizije smještene u Temišvaru, da bi u svibnju 1900. bio promaknut u čin potpukovnika. Od rujna 1901. služi u 21. landverskoj pukovniji tijekom koje službe je u studenom 1903. unaprijeđen u čin pukovnika.
U travnju 1904. postaje zapovjednikom 1. landverske pješačke pukovnije sa sjedištem u Beču. Nakon šest godina, u siječnju 1910., dobiva zapovjedništvo nad 43. landverskom brigadom smještene u Grazu, da bi u svibnju te iste godine bio promaknut u čin general bojnika. Istodobno s dužnošću zapovjednika 43. landverske brigade, obnaša i dužnost zapovjednika Landverske časničke škole u istom gradu. U listopadu 1912. postaje zapovjednikom 46. landverske divizije sa sjedištem u Krakowu, da bi u svibnju 1913. bio unaprijeđen u čin podmaršala. Ubrzo nakon promaknuća u lipnju 1913. imenovan je zapovjednikom 1. pješačke divizije smještene u Sarajevu. Navedenom divizijom zapovijeda do kraja ožujka 1914. kada preuzima zapovjedništvo nad 18. pješačkom divizijom sa sjedištem u Mostaru. Na čelu navedene divizije, koja se sastojala od pet brdskih brigada i koja je po broju bila najveća divizija austrougarske vojske, dočekuje i početak Prvog svjetskog rata.

## Prvi svjetski rat
Na početku Prvog svjetskog rata 18. pješačka divizija nalazila se u sastavu 6. armije kojom je na Balkanskom bojištu zapovijedao Oskar Potiorek. Zapovijedajući 18. pješačkom divizijom Trollmann sudjeluje u invazijama na Srbiju. Iako su austrougarski napadi na Srbiju bili odbijeni, a austrougarska vojska poražena, Trollmann je uspješno zapovijedao svojom divizijom, za što je i odlikovan. U prosincu 1914. postaje zapovjednikom Kombiniranog korpusa koji reorganizacijom u siječnju 1915. postaje XIX. korpus. Korpus je premješten na Istočno bojište u sastav 2. armije u okviru koje sudjeluje u Karpatskim ofenzivama. Po završetku istih u svibnju 1915. s XIX. korpusom sudjeluje u ofenzivi Gorlice-Tarnow u kojoj sudjeluje u ponovnom zauzimanju Przemysla.
U rujnu 1915. Trollmann je s XIX. korpusom premješten na Balkansko bojište gdje u sastavu 3. armije pod zapovjedništvom Hermanna Kövessa sudjeluje u četvrtoj invaziji na Srbiju. Trollmann s XIX. korpusom prelazi Savu, te do početka prosinca prodire do albanske granice. Nakon toga sudjeluje u napadu na Crnu Goru. Trollman tako napadajući iz smjera Kotora uz podršku i mornaričkog topništva, 11. siječnja 1916. zauzima Lovćen, te dva dana kasnije i glavni crnogorski grad Cetinje.

Nakon zauzimanja Crne Gore i Srbije, Trollmann ostaje na Balkanu, držeći s XIX. korpusom krajnji zapadni dio novoformiranog Solunskog bojišta gdje uspješno sprječava bilo kakav prodor protivničkog talijanskog XVI. korpusa. U studenom 1916. promaknut je u čin generala pješaštva, što je bilo jedno od posljednjih promaknuća cara Franje Josipa. U kolovozu 1917. za uspješno zauzimanje Crne Gore odlikovan je najvišim austrougarskim odlikovanjem Vojnim redom Marije Terezije, te dobiva plemićki naslov baruna i titulu "von Lovcenberg". U listopadu 1917. napušta zapovjedništvo XIX. korpusa, te odlazi na dopust, ali do kraja rata nije dobio novo zapovjedništvo.

## Poslije rata
Po završetku rata Trollmann je živio u Grazu. Preminuo je 23. veljače 1919. godine u 59. godini života u Grazu.

## Vanjske poveznice
(eng.) Ignaz Trollmann na stranici Austro-Hungarian-Army.co.uk

(eng.) Ignaz Trollmann na stranici Oocities.org

(njem.) Ignaz Trollmann na stranici Weltkriege.at